# Besisahar
Besisahar (manchmal auch Besi Sahar) ist eine Stadt (Munizipalität) und Verwaltungszentrum des nepalesischen Distrikts Lamjung.
Besisahar entstand 2014 durch Zusammenschluss der Village Development Committees (VDCs) Besishahar, Chandisthan, Gaunshahar und Udipur. Die Stadt liegt am rechten Ufer des Marsyangdi.
In südlicher Richtung ist Besisahar über Dumre an den Prithvi Rajmarg, die Hauptstraße zwischen Kathmandu und Pokhara, angebunden. Da die befestigte Straße in Besisahar endet, ist es ein wichtiger Ausgangspunkt für Treks auf dem Annapurna Circuit und der Manaslurunde. Der Ort ist auch Ausgangspunkt des Yak Attack Etappenrennens.
Das Stadtgebiet umfasst 45,02 km².

## Einwohner
Bei der Volkszählung 2011 hatten die VDCs, aus welchen die Stadt Besisahar entstand, 26.640 Einwohner.

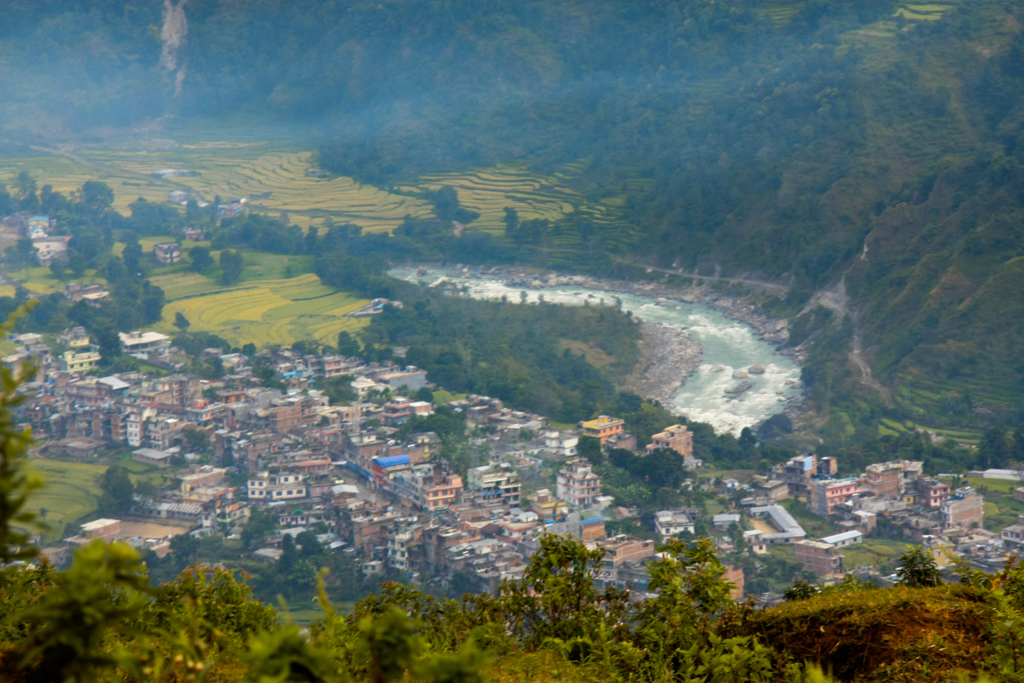
Besishahar – Blick von Gaunshahar.
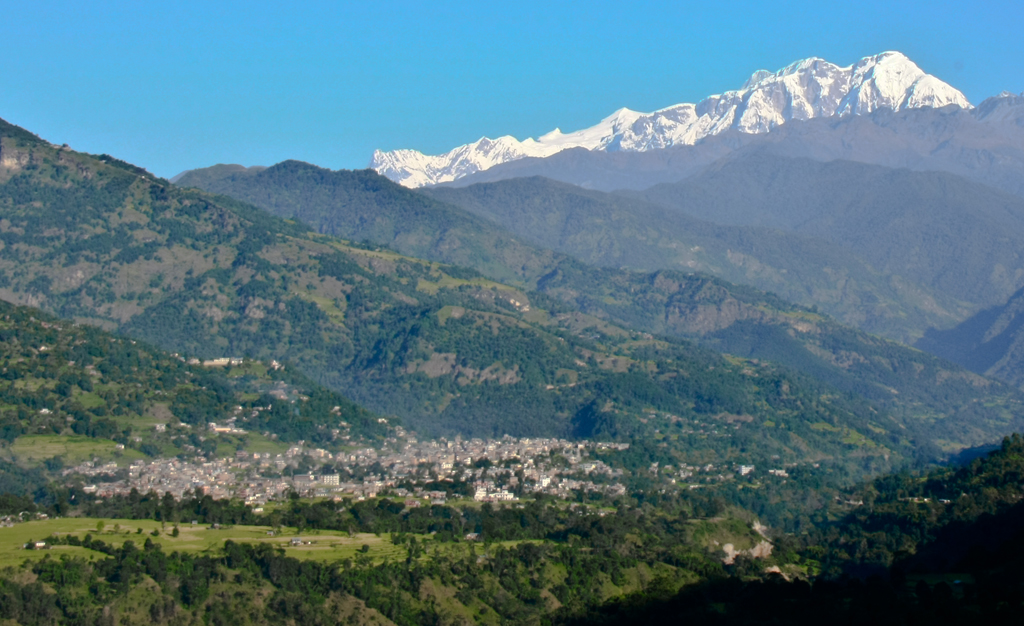
Besishahar – Blick von Hiletaksar.
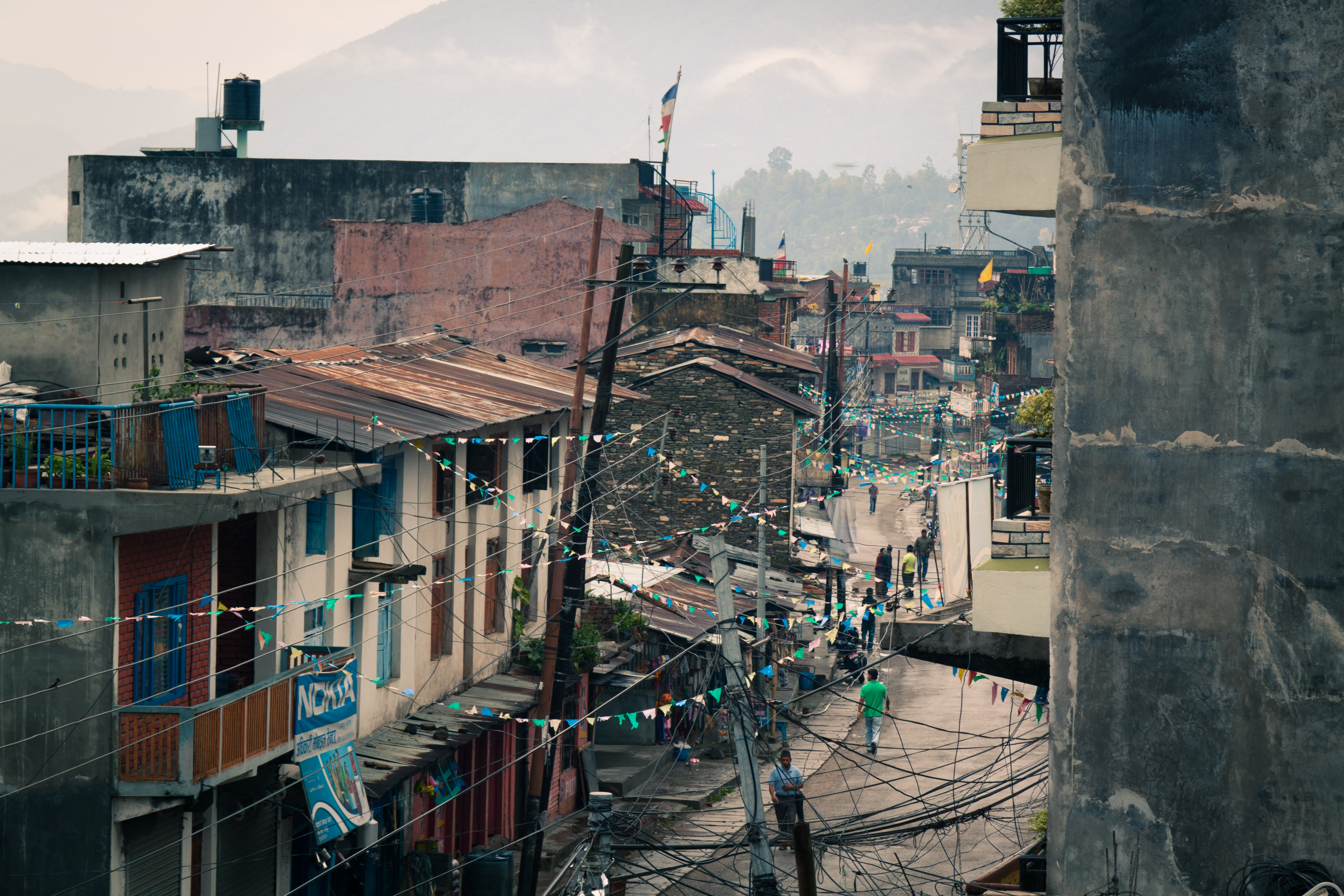